# Atelierhaus Taschner
Das Taschner-Atelier ist das ehemalige Atelier von Ignatius Taschner, das er zwischen 1907 und 1913 in Mitterndorf errichten ließ. Das Haus ist unter der Aktennummer D-1-74-115-90 in der Denkmalliste Bayern eingetragen.

## Geschichte und Architektur
Das Atelierhaus befindet sich im Platzöderweg 2 südwestlich der Altstadt Dachaus in  der Nähe zur Amper. Unterhalb seiner Villa ließ Taschner für seine Bildhauer- und Malereiarbeiten ein Ateliergebäude errichten, das nach Fertigstellung des Ateliers durch eine Treppe verbunden waren. Das scheunenähnliche Haus besaß zwei große Ateliers, ein Malatelier, eine Bildhauerwerkstatt und Wohnräume. Nach Taschners Tod wurde das Haus als Wohngebäude verwendet und im Jahr 2000 durch Christian Endter saniert und umgebaut. Er baute unter anderem die Atelierfenster rück und setzte im großen Atelierraum eine neue Galerie ein.
Früher reichten bis zum Atelierhaus Seitenarme der Amper, sodass das Haus am Wasser stand.

## Preise
- 2001: Gestaltungspreis der Stadt Dachau für Christian Endter[4]

## Baudenkmal
Das Taschner-Atelier steht unter Denkmalschutz und ist im Denkmalatlas des Bayerischen Landesamtes für Denkmalpflege und in der Liste der Baudenkmäler in Dachau eingetragen.